# Turbulent Indigo
Albums de Joni Mitchell
Night Ride Home
(1991) Hits
(1996)
Turbulent Indigo est le quinzième album studio de Joni Mitchell, sorti le 25 octobre 1994.

## Contenu
Mitchell s'est inspirée de Vincent van Gogh pour réaliser l'autoportrait qui figure sur la pochette. La chanson Turbulent Indigo fait également directement référence au peintre.
Magdalene Laundries raconte la souffrance des femmes irlandaises dans les couvents de la Madeleine, institutions gérées par l'Église catholique qui les contraignait à travailler comme blanchisseuses.
Not to Blame serait un titre inspiré par Jackson Browne qui avait été accusé d'avoir battu sa compagne, l'actrice Daryl Hannah, ce que Mitchell a démenti.
Sex Kills traite d'un certain nombre de sujets d'actualité de la fin du XXe siècle tels que la violence, le sida, le réchauffement climatique et le consumérisme.
Joni reprendra sa chanson The Magdalene Laundries sur un album des Chieftains parut en 1999, Tears Of Stone, sur lequel elle chante et joue la guitare accompagnée par le groupe irlandais. Elle revient sur un autre album des Chieftains, The wide world over : A 40 year celebration sorti en 2002. 

## Réception
L'album s'est classé 47e au Billboard 200 et a remporté deux Grammy Awards en 1996 : celui du « meilleur album vocal pop » et celui de la « meilleure couverture d'album ».

## Liste des titres
Toutes les chansons sont écrites et composées par Joni Mitchell, sauf mention contraire.
| No  | Titre                               | Auteur                        | Durée |
| --- | ----------------------------------- | ----------------------------- | ----- |
| 1.  | Sunny Sunday                        |                               | 2:21  |
| 2.  | Sex Kills                           |                               | 3:56  |
| 3.  | How Do You Stop                     | Charlie Midnight, Dan Hartman | 4:09  |
| 4.  | Turbulent Indigo                    |                               | 3:34  |
| 5.  | Last Chance Lost                    |                               | 3:14  |
| 6.  | The Magdalene Laundries             |                               | 4:02  |
| 7.  | Not to Blame                        |                               | 4:18  |
| 8.  | Borderline                          |                               | 4:48  |
| 9.  | Yvette in English                   | Joni Mitchell, David Crosby   | 5:16  |
| 10. | The Sire of Sorrow (Job's Sad Song) |                               | 7:08  |

## Personnel
- Joni Mitchell : chant, chœurs, guitare, claviers
- Larry Klein : orgue, basse
- Michael Landau : guitare électrique (2 et 3)
- Greg Leisz : pedal steel guitar (7 et 8)
- Steuart Smith : guitare (3)
- Wayne Shorter : saxophone soprano (1, 4, 7, 8 et 10)
- Jim Keltner : batterie (1)
- Carlos Vega : batterie (3, 4 et 7)
- Seal : chant (3)
- Charles Valentino : chœurs (9)
- Kris Kello : chœurs (9)
- Bill Dillon : synthétiseur (9)